# Вероника многоветвистая
Веро́ника многоветви́стая (лат. Veronica ramosissima) — однолетнее травянистое растение, вид рода Вероника (Veronica) семейства Подорожниковые (Plantaginaceae).

## Распространение и экология
Ареал вида охватывает Памиро-Алай: Гиссарский и Каратегинский хребты. Эндемик. Описан из окрестностей Душанбе.
Произрастает по склонам лёссовых холмов, вдоль дорог, на песчано-галечниковых террасах, главным образом в предгорьях и нижнем поясе гор.

## Ботаническое описание
Корни тонкие, короткие. Стебли высотой 5—22 см, прямостоячие, сильно ветвистые от основания, с дуговидно изогнутыми, щитовидно расположенными, многоцветковыми ветвями.
Листья продолговато-ланцетные, до ланцетных, почти голые, по краю пильчато-зубчатые, в нижней части, а иногда по всему краю, перистонадрезанные. Прицветники линейные, заостренные, в два с половиной раза короче цветоножек, голые, по краю с редкими волосками, цельнокрайные, иногда с 1—2 зубцами.
Цветки в длинных кистях, на длинных, нитевидных, тонких, почти горизонтально отклоненных цветоножках, в 4—5 раз превышающих чашечку. Чашечка длиной около 3 мм, голая, с линейными, тонкими, у основания попарно сросшимися долями; венчик голубой, диаметром около 9 мм, с тремя округлыми лопастями и одной продолговатой. Тычинок с дуговидно изогнутыми нитями, короче венчика. Столбик несколько превышает чашечку, нитевидный.
Коробочка равная чашечке, состоит из двух удлиненных, продолговатых, голых, по краю с редкими волосками, лопастей, сросшихся при основании под острым углом и подковообразно изугнутых. Семена длиной 1 мм, шириной 0,5 мм, яйцевидные, к основанию суженные, плосковато-вогнутые, снаружи поперечно морщинистые.

## Таксономия
Вид Вероника многоветвистая входит в род Вероника (Veronica) семейства Подорожниковые (Plantaginaceae) порядка Ясноткоцветные (Lamiales).
|  |                                      |  |                                                             |                                                             |                          |  | ещё 21 семейство (согласно Системе APG II) | ещё 21 семейство (согласно Системе APG II) |                             |  |  |  | ещё от 300 до 500 видов |
|  |                                      |  |                                                             |                                                             |                          |  | ещё 21 семейство (согласно Системе APG II) | ещё 21 семейство (согласно Системе APG II) |                             |  |  |  | ещё от 300 до 500 видов |
|  |                                      |  |                                                             | порядок Ясноткоцветные                                      |                          |  |                                            |                                            | род Вероника                |  |  |  |                         |
|  |                                      |  |                                                             | порядок Ясноткоцветные                                      |                          |  |                                            |                                            | род Вероника                |  |  |  |                         |
|  | отдел Цветковые, или Покрытосеменные |  |                                                             |                                                             | семейство Подорожниковые |  |                                            |                                            | вид Вероника многоветвистая |  |  |  |                         |
|  | отдел Цветковые, или Покрытосеменные |  |                                                             |                                                             | семейство Подорожниковые |  |                                            |                                            |                             |  |  |  |                         |
|  |                                      |  | ещё 44 порядка цветковых растений (согласно Системе APG II) | ещё 44 порядка цветковых растений (согласно Системе APG II) |                          |  |                                            | ещё 90 родов                               | ещё 90 родов                |  |  |  |                         |
|  |                                      |  |                                                             | ещё 44 порядка цветковых растений (согласно Системе APG II) |                          |  |                                            |                                            | ещё 90 родов                |  |  |  |                         |